# Serge Spooren
 (août 2025).
Si vous disposez d'ouvrages ou d'articles de référence ou si vous connaissez des sites web de qualité traitant du thème abordé ici, merci de compléter l'article en donnant les références utiles à sa vérifiabilité et en les liant à la section « Notes et références ».
Serge Spooren, né le 22 novembre 1993 à Neerpelt, est un handballeur belge. Il évoluait au poste d'arrière au Achilles Bocholt et portait le numéro 14 jusqu'au terme de sa carrière en 2024.

## Carrière
Serge Spooren débute le handball au Sporting Neerpelt en Belgique. Il quitte son club formateur en 2016 pour rejoindre l'Achilles Bocholt. Avec cette nouvelle formation, Serge parvient à remporter cinq fois le Championnat de Belgique, cinq fois la Coupe de Belgique ainsi que cinq fois la BeNe League. Il est par ailleurs sacré à trois reprises meilleur handballeur de l'année. 
Avec l'équipe nationale belge, il participe notamment au tout premier Championnat du monde disputé par la sélection en  2023.

## Palmarès
- Vainqueur du Championnat de Belgique (5) : 2016-2017, 2017-2018, 2018-2019, 2022-2023[3]
- Vainqueur de la Coupe de Belgique (5) : 2016-2017, 2018-2019, 2019-2020, 2021-2022, 2022-2023[3]
- Vainqueur de la BeNe League (5) : 2016-2017, 2017-2018, 2018-2019, 2019-2020, 2022-2023[3]
- Trois fois Meilleur handballeur de l'année URBH en 2019, 2020 et 2022.